# Трест, который лопнул
«Трест, который лопнул» — советский трёхсерийный художественный фильм, снятый в 1982 году на Одесской киностудии режиссёром Александром Павловским. Музыкальная комедия по мотивам рассказов О. Генри из сборника «Благородный жулик» (1908).

## Краткое содержание
Действие фильма происходит в США в начале XX века. Энди Таккер и Джефферсон Питерс — благородные жулики. Они не занимаются насильственным отъёмом ценностей у граждан, принцип Джеффа — обязательно что-то отдать взамен полученных денег, «будь то медальон из фальшивого золота, или семена садовых цветов, или мазь от прострела, или биржевые бумаги, или порошок от блох, или хотя бы затрещина». Они разрабатывают аферы, чтобы заработать денег и осуществить свои мечты. Энди Таккер хочет открыть библиотеку, а Джефф Питерс — вернуться в родной штат Юта и встретиться с первой любовью.

## Список серий
1. Поросячья этика.
2. Коридоры власти.
3. Супружество как точная наука.

## Песни, записанные для фильма
- «Песенка о трёх китах» (слова Наума Олева, поют Николай Караченцов и Павел Смеян)
- «Ярмарка, базар, продажа» (слова Наума Олева, поют Николай Караченцов и Павел Смеян)
- «Песенка продавца микстуры» (слова Леонида Филатова, поёт Михаил Муромов)
- «Вакханалия азарта» (слова Наума Олева, поют Николай Караченцов и Павел Смеян)
- «Суперстрасть» (слова Наума Олева, поют Николай Караченцов и Павел Смеян)
- «Огни большого города» (слова Наума Олева, поют Николай Караченцов и Павел Смеян)
- «Суть джентльмена» (слова Наума Олева, поют Николай Караченцов и Павел Смеян)
- «Любовь — наш господин» (слова Наума Олева, поют Николай Караченцов и Павел Смеян)
- «Песенка вдовы» (слова Леонида Филатова, поёт Наталья Андрейченко)
- «Месть» (слова Наума Олева, поют Николай Караченцов и Павел Смеян)
- «Законы жанра» (слова Наума Олева, поют Николай Караченцов и Павел Смеян)
- «Песня Сары Бернар» (слова Леонида Филатова, поёт Ирина Понаровская; в окончательный монтаж не вошла)

## В ролях
- Регимантас Адомайтис — Энди Таккер (озвучивает Александр Демьяненко, поёт Павел Смеян)
- Николай Караченцов — Джефф Питерс
- Виктор Ильичёв — Руф Татам
- Юрий Мажуга — Билл Хамбл
- Всеволод Абдулов — Джо Блассом
- Юрий Вотяков — одноглазый грабитель, санитар, ковбой в баре, помощник капитана
- Владимир Басов — псевдо-Морган
- Ирина Понаровская — псевдо-Сара Бернар
- Михаил Светин — портье Клейн
- Тамара Яценко — псевдо-вдова мисс Троттер (озвучивает Наталья Андрейченко)
- Леонид Куравлёв — аграрий Эзра Планкетт
- Борис Новиков — бомбардир
- Павел Винник — владелец лавки
- Геннадий Ялович — почтальон
- Лев Перфилов — аферист с замочной скважиной
- Елена Аминова — сотрудница министерства
- Михаил Срибный — мэр
- Нина Ильина — дочь мэра
- Юрий Волович — доктор Хоскинс
- Александр Павловский — племянник мэра
- Валерий Бассэль — хозяин салуна (2-я серия)
- Семён Крупник — дворецкий мэра
- Михаил Муромов — уличный музыкант
- Ингрида Андриня — жена Эзры Планкетта
- Виктор Павловский — полицейский
- Борис Боровский — директор цирка
- Давид Макаревский — сонный администратор гостиницы

## Творческая группа
- Режиссёр-постановщик — Александр Павловский
- Автор сценария — Игорь Шевцов
- Композитор — Максим Дунаевский
- Текст песен — Наум Олев, Леонид Филатов
- Художники: Валентин Гидулянов, Михаил Кац
- Постановщик трюков — Олег Федулов
- Аранжировка — Вадим Голутвин
- Инструментальный ансамбль — ВИА «Фестиваль», Дирижёр — Дмитрий Атовмян
- Запись музыки — Леонид Сорокин

## Съёмки
- Съёмки фильма проходили в 1982 году в Одессе, Львове и Таллине[1].
- Тексты песен режиссёр Александр Павловский предложил написать Леониду Филатову, который не смог довести дело до конца из-за большой занятости, поэтому был приглашён поэт Наум Олев, написавший большую часть песен для картины[1].
- «Песня Сары Бернар» в исполнении Ирины Понаровской при окончательном монтаже в фильм не вошла[2].
- Все песни и музыка для фильма были записаны в феврале 1982 года звукорежиссёром Леонидом Сорокиным в студии Полтавского радио[3].
- На худсовете были одобрены только первая и третья серии. Во второй были найдены параллели с политическим строем. Спас картину Генеральный секретарь ЦК КПСС Юрий Андропов[1].
- На роль Джеффа Питерса изначально пробовался и был утверждён Михаил Боярский, но он отказался от роли, поскольку был приглашён в другой проект. Тогда режиссёр Александр Павловский, увидев в театре Ленинского комсомола спектакль «Юнона и Авось», решил заменить его на Николая Караченцова. Против кандидатуры Караченцова первоначально выступал композитор Максим Дунаевский, так как ему казалось, что актёр не справится с песенным материалом[4].
- В финальной песне в припеве первоначально были слова «Гудбай, Америка, гудбай…». По настоянию худсовета их пришлось заменить на «Прощай, весёлый пароход…»[4].

## Отличия от оригинала
Сразу после выхода на экран фильм был подвергнут критике за несоответствие оригиналу.
Сценарий фильма отличается от рассказов прежде всего некоторым дополнением, которое объединяет новеллы в связный сюжет. В самих отдельных киноновеллах есть некоторые отличия от рассказов О. Генри. Так, в оригинале рассказа «Супружество как точная наука» брачные аферисты отдают часть денег «вдове», затем изымают их обратно и благополучно скрываются со всей суммой. В фильме (3-я серия) Джефф и Энди безвозвратно отдают часть денег вдове, и обманутые женихи едва не расправляются с Энди Такером. Деньги же в результате достаются герою новеллы «Поросячья этика» Руфу Татаму.
Некоторые цитаты в фильме позаимствованы из других рассказов О. Генри, не вошедших в сборник «Благородный жулик». Например, фраза «Я не из тех, кто поджигает приют для сирот и убивает слепого, чтобы воспользоваться его медяками» — из «Неоконченного рассказа» (сборник «Четыре миллиона», 1906), а утверждение, что во всей энциклопедии не найдётся ничего, что нельзя было бы купить за деньги, — из рассказа «Золото и любовь» того же сборника.
В рассказе «Джефф Питерс как персональный магнит» читатель не знает, что Энди притворяется сыщиком. В фильме это сразу понятно.
Сюжет про картину и миллионера является композицией двух рассказов: «Совесть в искусстве» и рассказа из другого сборника «Младенцы в джунглях», где действие происходит с учителем Джеффа, Монтегю Сильвером. В фильме фигурирует статуя, в рассказе «Совесть в искусстве» — небольшая фигурка из слоновой кости, а в рассказе «Младенцы в джунглях» — картина.

## Критика
Киновед Александр Фёдоров писал: «Комедия „Трест, который лопнул“, благодаря уверенной режиссуре и хорошему актёрскому ансамблю до сих пор любима зрителями».